# Сергій Чернов
Сергій Чернов (нар. 4 лютого 1982, Київ, УРСР) — український актор театру та кіно.

## Життєпис
Сергій Чернов народився 4 лютого 1982 року в Києві.
Закінчив Київського державного інституту театрального мистецтва ім. І. Карпенка-Карого, майстерня Олега Шаварського.
Актор Нового драматичного театру на Печерську.

## Фільмографія
- 2015 — «Відділ 44» — Андрій Антонов
- 2012 — «Повернення Мухтара-8» — Зімін
- 2012 — «Метелик» — дідас
- 2008 — «Міський пейзаж» — Діма
- 2007 — «Смерть шпигунам!» — Юров, сержант
- 2006 — «Мертвий, живий, небезпечний» — епізод
- 2005 — «Дідусь моєї мрії» — епізод
- 2005 — «Повернення Мухтара-2» — Кеш
- 2003 — «Леді Мер» — епізод
- 2023 — «Ботоферма» — бот